# Joseph James Byrne
Joseph James Byrne CSSp (* 27. April 1880 in Clonmel, Irland; † 20. Oktober 1961) war ein irischer Ordensgeistlicher und römisch-katholischer Bischof von Moshi.

## Leben
Joseph James Byrne trat der Ordensgemeinschaft der Spiritaner bei und empfing am 19. Dezember 1903 das Sakrament der Priesterweihe.
Am 29. November 1932 ernannte ihn Papst Pius XI. zum Titularbischof von Vasada und zum Apostolischen Vikar von Kilimandscharo. Der Erzbischof von Cashel, John Mary Harty, spendete ihm am 20. März 1933 die Bischofsweihe; Mitkonsekratoren waren der Koadjutorbischof von Cloyne, James J. Roche, und der Generalsuperior von Spiritaner, Bischof Louis Le Hunsec CSSp.
Joseph James Byrne wurde am 25. März 1953 infolge der Erhebung des Apostolischen Vikariats Kilimandscharo zum Bistum und dessen Umbenennung erster Bischof von Moshi. Am 15. Mai 1959 nahm Papst Johannes XXIII. das von Byrne vorgebrachte Rücktrittsgesuch an und bestellte ihn zum Titularbischof von Abaradira.